# Hemistola dispartita
Hemistola dispartita är en fjärilsart som beskrevs av Walker 1861. Hemistola dispartita ingår i släktet Hemistola och familjen mätare. Inga underarter finns listade i Catalogue of Life.